# Platanthera blephariglottis
Platanthera blephariglottis är en orkidéart som först beskrevs av Carl Ludwig von Willdenow, och fick sitt nu gällande namn av John Lindley. Platanthera blephariglottis ingår i släktet nattvioler, och familjen orkidéer.

## Underarter
Arten delas in i följande underarter:
- P. b. blephariglottis
- P. b. conspicua

## Bildgalleri

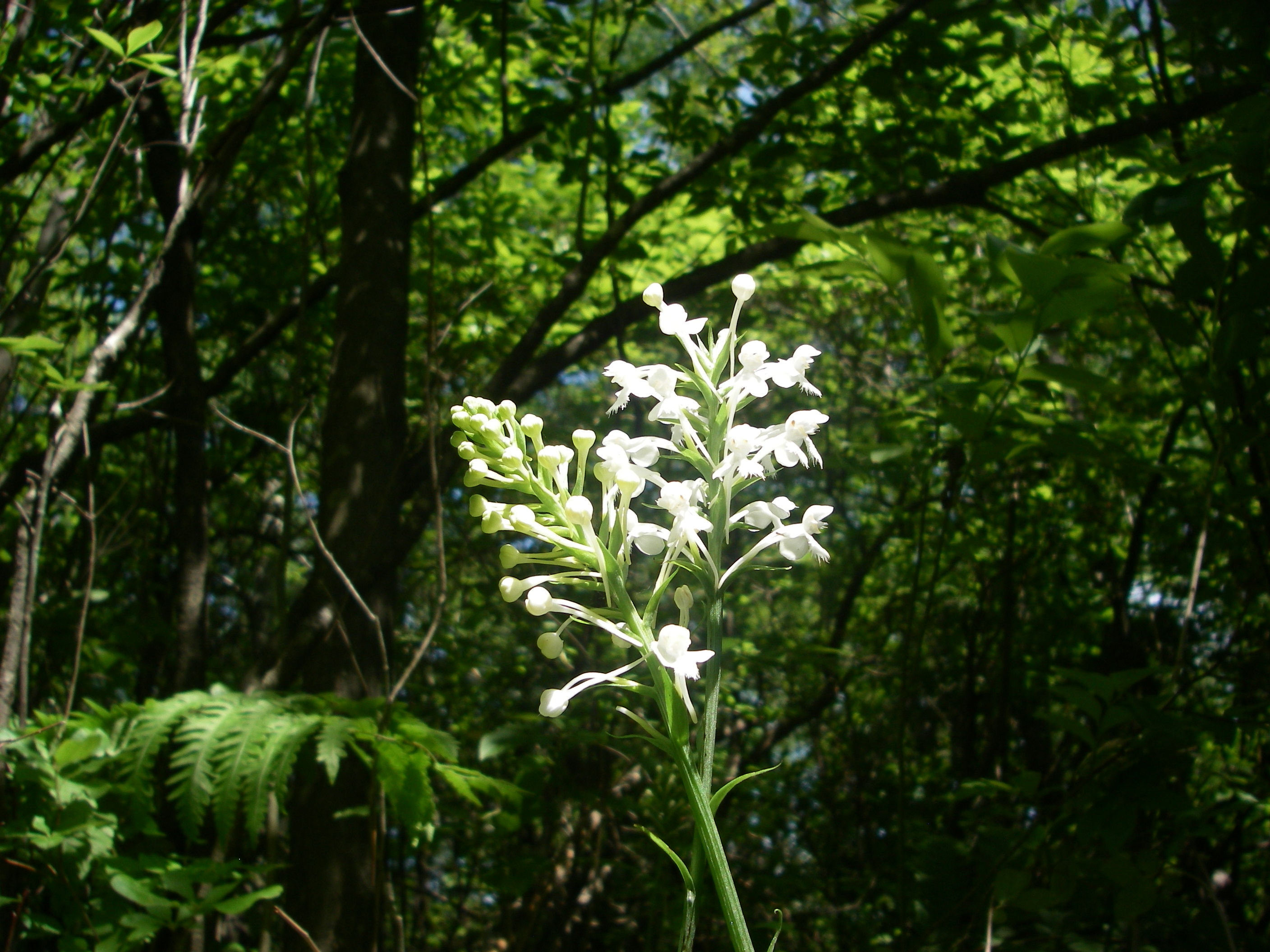
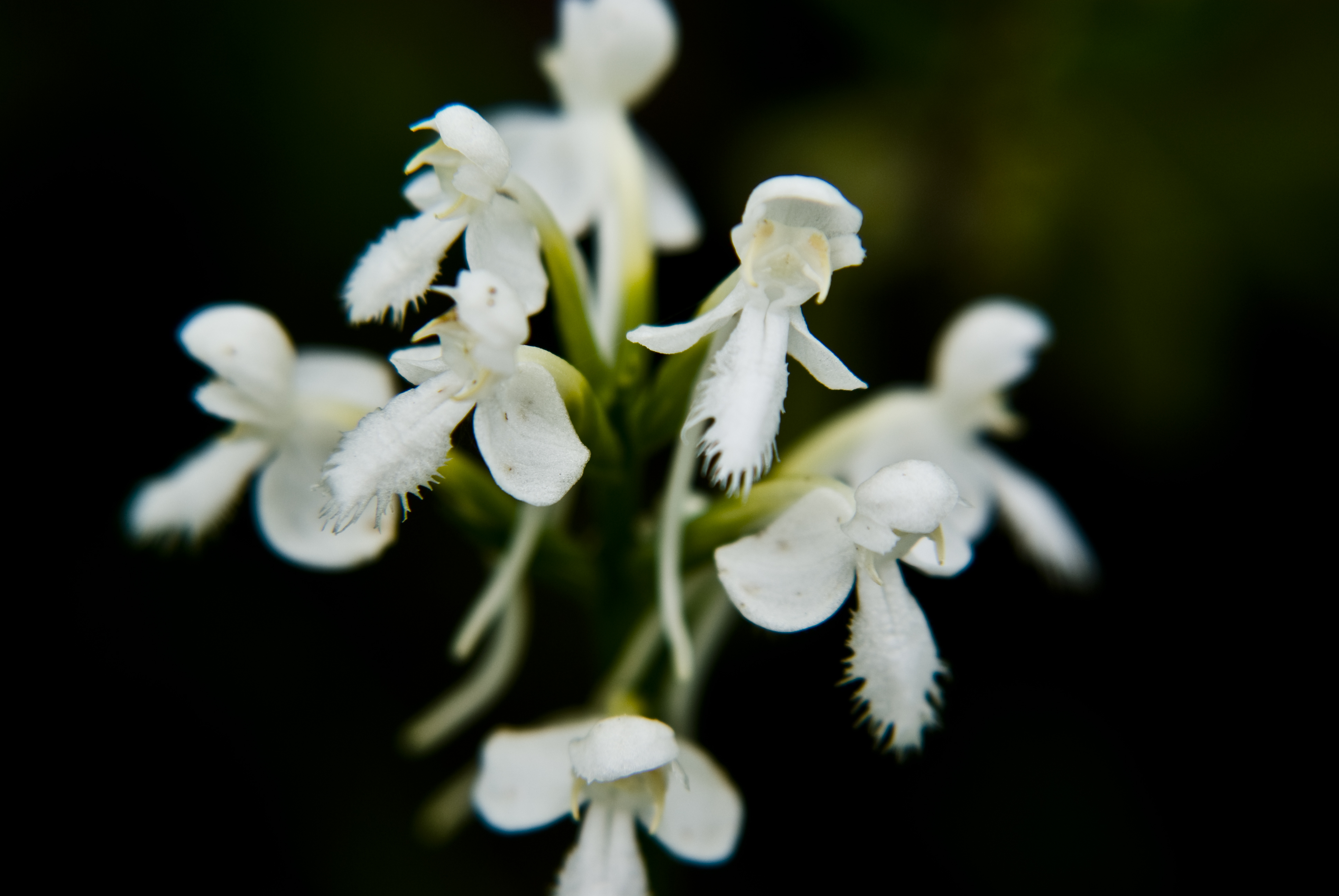
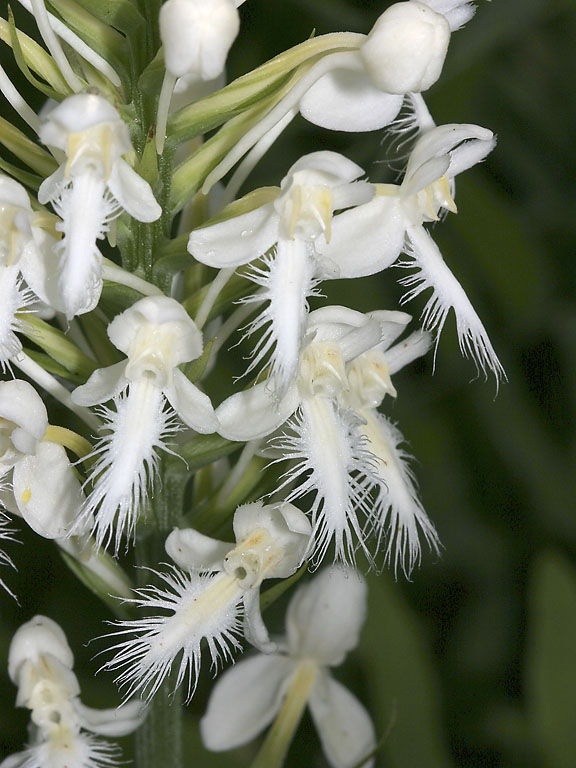